# Mary Outerbridge
Mary Ewing Outerbridge (* 9. März 1852 in Philadelphia, Pennsylvania; † 3. Mai 1886 in New York) war eine Pionierin des modernen Tennis in den USA. Sie wird auch als „Mutter“ des amerikanischen Tennis bezeichnet.

## Biographie
Outerbridge wurde 1852 in Philadelphia als Tochter von Alexander Ewing Outerbridge und seiner Frau Layura Catherine Harvey geboren. Später zog sie in den New Yorker Stadtteil Staten Island. Bei einem Besuch bei Verwandten auf Bermuda um das Jahr 1874 lernte sie das von Walter Clopton Wingfield im selben Jahr erfundene moderne Tennis durch englische Soldaten kennen. Später baute sie auf dem Gelände des Staten Island Cricket Club ein Tennisfeld auf. Der Präsident des Clubs, August Emilius Outerbridge, war ihr Bruder. Auf dem Gelände des Clubs fand 1880 die erste amerikanische Tennismeisterschaft statt.
Outerbridge starb 1886 im Alter von 34 Jahren. 1981 wurde sie in die International Tennis Hall of Fame aufgenommen.
In den 1930er Jahren vertraten Malcolm Whitman, sowie später William Henderson, die Ansicht, Outerbridge habe bereits Anfang 1874 ein Set nach Nordamerika eingeführt und somit das erste Tennis auf amerikanischem Boden gespielt. Dies gilt inzwischen als zweifelhaft, da Wingfield sein Regelbuch, das zusammen mit den Sets verkauft wurde, erst am 25. Februar 1874 veröffentlichte. Wahrscheinlicher ist, dass sie erst im Mai 1875 von einem weiteren Aufenthalt auf Bermuda das Tennisset mitbrachte. Um 1874 wurde außerdem von James Dwight, dem „Vater“ des amerikanischen Tennis, bei Boston Tennis gespielt, daneben vermutlich auch auf einer Farm in Arizona.